# 엠스트리트
엠스트리트(M.Street)는 대한민국의 3인조 음악 그룹이다. 광토, 이서현, 설, 성진영, 한창희 등으로 5인조로 결성해 2004년에 데뷔했지만, 이서현의 사망으로, 2009년 2월에 해체되었다. 이후 해체한지 3년만에 성진영, 한창희가 탈퇴하고 설, 광토만이 남게 되었다가 새 멤버 더블유가 영입되어 3인조 그룹으로 2012년에 재결성되었다.

## 발매 음반

### 정규앨범
- 2004년 《Boy's Story In The City》

### 싱글앨범
- 2005년 《Start》
- 2006년 《Together》
- 2007년 《Tension》
- 2008년 《노을의 선물》
- 2009년 《Forever》
- 2012년 《넥타이를풀고》
- 2012년 《사랑했다..사랑한다》
- 2012년 《날 미워해》
- 2012년 《My Angel》
- 2019년 《끝이없다》
- 2019년 《Missing you (Remaster)》

### OST
- 2004년 《맹부삼천지교 OST》
- 2011년 《보스를 지켜라 OST Part 4》

## 라디오 DJ
- 2004년 iTV iFM 《8시다! M.Street》